# Hans Vehrenberg
Hans Vehrenberg (* 6. März 1910 in Emden; † 2. August 1991 in Düsseldorf) war ein deutscher Steuerberater, Jurist und Amateurastronom, der in der Astronomie durch seine praxisorientierten, fotografischen Sternatlanten bekannt wurde.

## Leben
Nach einem Jurastudium, Militärzeit, dem Zweiten Weltkrieg und anschließender Kriegsgefangenschaft kehrte Hans Vehrenberg nach Düsseldorf zurück, wo er nach dem plötzlichen Tod seines Vaters den Treugesell-Verlag leitete, in dem er später seine astronomischen Bücher herausgab. Während etwa eines Jahrzehnts war er auch Verlagsleiter von Sterne und Weltraum und betrieb einen Versandhandel mit Teleskopen und astronomischen Büchern.
Sein astronomisches Erstlingswerk war der Falkauer Atlas, ein fotografischer Sternatlas in 303 Blättern zu je 12×12° Bildfeld. Er wurde zu Beginn der 1960er Jahre mit zwei Zeiss Astrografen mit 71/250mm und 56/250mm Tessar-Optiken auf Vehrenbergs Privatsternwarte in Falkau im Schwarzwald aufgenommen und reichte bis zur 13. Sterngrößenklasse. Durch seine preisgünstige, aber praxisgerechte Ausstattung fand er weltweit Verbreitung.
1964 erweiterte Vehrenberg den Falkauer Atlas um 125 Aufnahmen des Südhimmels, die er am Boyden Observatory in Bloemfontein, Südafrika machte. Manches „Amateurhafte“ dieses Kartenwerks ließ ihm aber keine Ruhe, und so brachte er 1970 den mit einem 120/540mm Zeiss Sonnefeld Astrovierlinser aufgenommenen Atlas Stellarum mit Äquinoktium 1950.0 auf insgesamt 450 Karten heraus. Dieser wurde zu einem weltweit verbreiteten Arbeitsmittel sowohl für Amateur- als auch für Berufsastronomen und reichte bis zur 14. Sterngrößenklasse.
Sein am weitesten verbreitetes Werk ist „Mein Messier-Buch“, das er in späteren – auch englischen – Auflagen als „Atlas der schönsten Himmelsobjekte“ bezeichnete. Die meisten Aufnahmen in diesem Buch sind mit einer 300/450/1000 mm Schmidt-Kamera aufgenommen worden, zu der Dieter Lichtenknecker die Optik herstellte. Die späteren Auflagen wurden um einige Farbbilder ergänzt, die mit einer Schmidt-Kamera 356/356/600 mm erstellt wurden.
Weitere Werke sind der Atlas of Selected Areas, das dreibändige Werk Atlas Galaktischer Nebel und das Handbuch der Sternbilder sowie ein Milchstraßen-Fotomosaik und verschiedene Fachartikel zu den Themen Astrofotografie und Deep-Sky-Objekte.
Die Werke von Hans Vehrenberg sind heute in digitaler Form auf DVD wieder erhältlich.
1984 wurde der Asteroid (3030) Vehrenberg nach ihm benannt.
Im Geschäft in der Düsseldorfer Schillerstraße 17 wurden bis zur Aufgabe 2005 astronomische Geräte unter anderem von Meade, Celestron und Vixen sowie Literatur und Zubehör verkauft.